# Meissen
Meißen (Meissen na ausência de caracteres non-ASCII), conhecida em português como Mísnia (em latim: Misnia), internacionalmente conhecida pela Porcelana de Meissen, é uma cidade de aproximadamente 35 000 habitantes perto de Dresden, às margens do rio Elba, no estado de Saxónia na parte do sul de Alemanha oriental.
Os pontos de interesse são principalmente a etiqueta da Porcelana de Meissen, o Castelo de Albrechtsburg, a catedral gótica de Meißen, a igreja Meißen Frauenkirche e a academia St. Afra.
A mais antiga fábrica europeia é a de Meissen (Saxónia), fundada por Boetticher, em 1709.